# Guipuzuri
Guipuzuri es un despoblado que actualmente forma parte del concejo de Jáuregui, que está situado en el municipio de Iruraiz-Gauna, en la provincia de Álava, País Vasco (España).

## Toponimia
A lo largo de los siglos ha sido también conocido con los nombres de Guipuiziri, Guipusturi, Guipusuri, Guipuszuri, Guiputxuri y Guipuzturi.

## Historia
La cofradía aparece citada en las Actas Municipales de Vitoria de 1428.
Documentado desde 1638, se desconoce cuándo se despobló.
Actualmente en sus tierras está situada la ermita de Santa Isabel de Giputxuri.